# Batalló Mormó

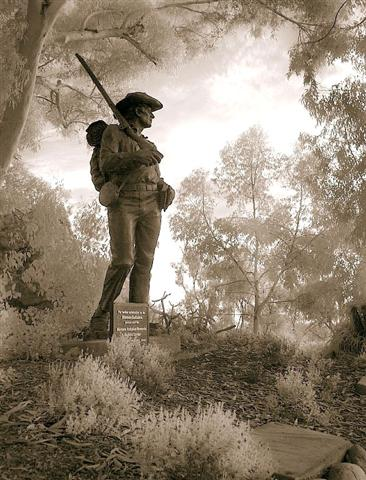
"Mormon Battalion Monument" per Edward J. Fraughton, Presidio Park, San Diego, Califòrnia.

El Batalló Mormón és l'única entitat religiosa de la història militar nord-americana. Va actuar entre juliol de 1846 i juliol de 1847 durant la Guerra de Mèxic-Estats Units. El Batalló era una unitat d'uns 500 mormons voluntaris dirigits per militars propis a les ordres d'oficials de l'exèrcit regular; va dur a terme una esgotadora marxa des de Council Bluffs, Iowa (capturant Tucson) fins a San Diego, Califòrnia, on van arribar el 29 de gener de 1847. Dies després de la signatura del tractat de Cahuenga.
L'expedició del Batalló va ser essencial per assegurar les noves terres preses a Mèxic pels Estats Units, a les regions de Califòrnia, Utah i Arizona; especialment després de la compra de Gadsden el 1853. Aquesta incursió va obrir una ruta de caravanes cap al sud de Califòrnia.
En 1847, molts d'ells van participar en la construcció del mític Sutter's Mill, la serradora construïda per John Sutter i James W. Marshall que va ser clau en el posterior descobriment d'or a la regió, donant inici a la Febre de l'or de Califòrnia.